# 南入曽車両基地
南入曽車両基地（みなみいりそしゃりょうきち）は、埼玉県狭山市にある西武鉄道の車両基地である。基地内の一部に所沢市との市境があり、従って狭山市と所沢市にまたがって存在している。

## 概要
新宿線新所沢 - 入曽間にある南入曽信号場から分岐し、同信号場を介して列車が当車両基地に出・入庫する。当車両基地の検査設備（検査庫）は8両編成までしか対応できないため、10両編成は玉川上水車両基地に配置されている。ただし、留置線は大部分が10両編成に対応している。
- 敷地面積：68,090 m2 [2]
- 収容能力：286両 [3]
- 検査線（検査庫）：170 m（8両編成長）×4本（列車検査線 3本・月検査線 1本）[3]
- 修繕線：3本
- 洗浄線：3本、車両洗浄装置 1基[3]
- 車輪転削線 1本
- 汚物処理施設

## 沿革
- 1969年（昭和44年）10月 - 新宿線の輸送力増強に合わせ、150両収容の検車区として開設[3]。既存の上石神井検車区（現・上石神井車両基地）を支区とした[3]。
- 1975年（昭和50年） - 上石神井検車区が独立する[3]。
- 1993年（平成5年） - 新宿線で特急「小江戸」の運行開始にあたり、汚物処理施設を設置。
- 2001年（平成13年）7月9日 - 組織改正により新宿線車両所南入曽車両基地となり、新宿線車両所の本所となる[3]。
- 2006年（平成18年） - 新所沢6号踏切の道路拡幅のため、洗浄線を入曽寄りに新設した。
- 2019年（令和元年）10月 - 開設50周年を記念したヘッドマークを2000系1編成（2007編成）に掲出。3月末まで運行された。

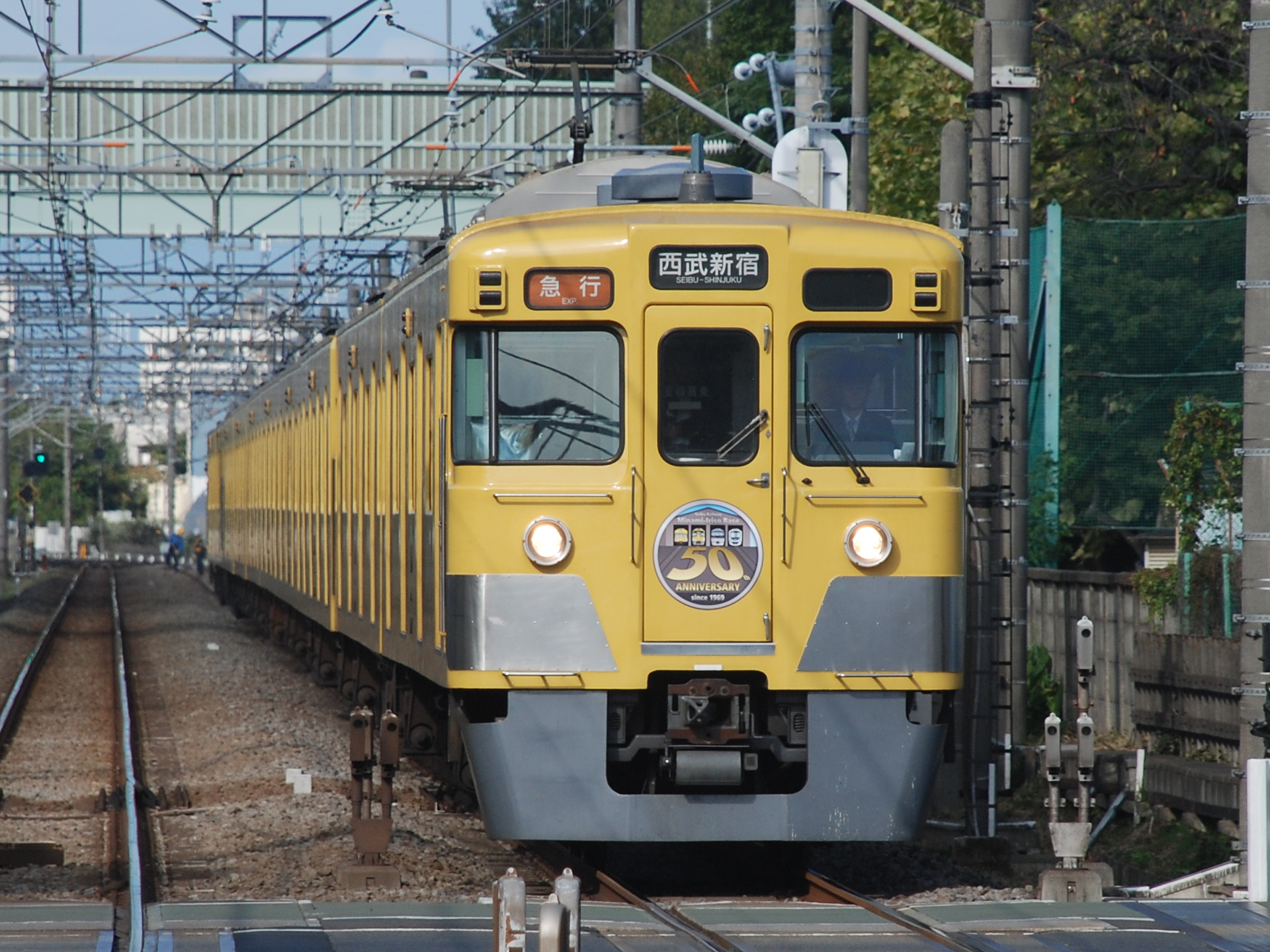
開設50周年記念ヘッドマークを掲出した西武2000系電車

### 所属車両
2025年4月1日現在
- 10000系 - 7両編成5本
- 新2000系 - 8両編成9本・4両編成4本・2両編成8本
- 20000系 - 8両編成4本
- 30000系 - 8両編成8本

## 一般公開
2005年から2019年まで毎年、一般公開イベントが開催されていた。このほか、各種ツアーで撮影会場などに使用されることがある。
武蔵丘車両検修場で6月に開催される「西武・電車フェスタ」や、横瀬車両基地で秋に開催される「西武トレインフェスティバル」と並ぶ、西武鉄道の車両基地一般公開イベントの1つであった。例年、このイベントでは車両撮影会、子供の制服撮影体験、運転台見学、電車との綱引き、洗車台乗車体験、抽選会、グッズ販売などが行われる。また、開催日には新所沢駅から当車両基地まで乗り入れる臨時列車が運転され、基地内にICカード簡易改札機（武蔵横手 - 横瀬間や多摩川線の各駅で使用されているものと同じもの）や、きっぷ売り場が設置された臨時改札口が設けられる。当車両基地で下車する場合は運賃計算上新所沢での降車と同じ扱いになるため、新所沢駅 - 当車両基地間のみの利用は無賃である（その逆も同様）。
2005年はほぼ車両展示のみの「南入曽車両基地見学会」が8月27日に開催された。
2006年から2017年までは毎年8月下旬の土曜日に「南入曽車両基地 電車夏まつり」として開催されている（2007年は9月1日開催）。
2018年以降は横瀬車両基地の公開に代わる形で秋の開催となり、「西武トレインフェスティバル （西暦） in 南入曽車両基地」として同年は11月、2019年は10月に開催された。
その後2020年は中止となり、翌年以降は開催されていない。これ以降は逆に横瀬車両基地の公開が隔年ながら行われるようになっている。

## その他
- かつて、当車両基地の近くに新宿線の新駅を建設する計画があったが、新駅設置予定地の地主の反対により計画自体が白紙になった[要出典]。